# Jo Van Daele
Jo Van Daele (Tielt, 6 april 1972) is een voormalige Belgische discuswerper. Hij werd meervoudig Belgisch kampioen discuswerpen en was tot 2014 de nationale recordhouder. Hij trainde jarenlang bij wereldrecordhouder Jürgen Schult.

## Belgische kampioenschappen
| Onderdeel    | Jaar                                                                   |
| ------------ | ---------------------------------------------------------------------- |
| discuswerpen | 1993, 1994, 1995, 1996, 1997, 1998, 1999, 2000, 2002, 2003, 2004, 2005 |

## Persoonlijk record
| Onderdeel    | Prestatie       | Datum       | Plaats |
| ------------ | --------------- | ----------- | ------ |
| discuswerpen | 64,24 m (ex-NR) | 19 mei 2001 | Halle  |

## Palmares
discuswerpen
- 1989 9e EK U20 in Varaždin- 45,08 m
- 1990 14e WK U20 in Plovdiv - 49,12 m
- 1991 11e EK U20 in Thessaloniki - 49,40 m
- 1997 13e WK in Athene - 58,66 m
- 2000 23e OS in Sydney - 60,93 m
- 2001 16e WK in Edmonton - 60,19 m
- 2002 10e EK in München - 61,07 m
- 2003 14e WK in Parijs - 61,64 m
- 2005 8e WK in Helsinki - 61,12 m